# Битка при Камеринум
Битката при Камеринум (на латински: Camerinum) се състои през 295 пр.н.е. по време на Третата самнитска война близо до днешния град Камерино в източната част на Апенините в Италия.
Целта на Римската република е да раздели съюзените от 298 пр.н.е. самнити, етруски и сенони, гали, умбри.
Недалече от Анкона самнитите се изправят срещу войската на римския пропретор Луций Корнелий Сципион Барбат и ги побеждават. Същата година римляните печелят решителната битка при Сентинум.